# 恆河南鰍
恆河南鰍（學名：Schistura gangetica）為輻鰭魚綱鯉形目條鰍科南鰍屬的其中一種。分布於亞洲印度北方邦淡水流域，體長可達8.2公分，棲息礫石底質、水淺的河川底層水域，生活習性不明。

## 扩展阅读
維基物種上的相關：恆河南鰍